# Xidong Shuiku
Xidong Shuiku (kinesiska: 溪东水库) är en reservoar i Kina. Den ligger i provinsen Fujian, i den sydöstra delen av landet, omkring 180 kilometer sydväst om provinshuvudstaden Fuzhou. Xidong Shuiku ligger 121 meter över havet. Arean är 0,27 kvadratkilometer. Trakten runt Xidong Shuiku består till största delen av jordbruksmark. Den sträcker sig 0,8 kilometer i nord-sydlig riktning, och 0,8 kilometer i öst-västlig riktning.
Genomsnittlig årsnederbörd är 1 457 millimeter. Den regnigaste månaden är maj, med i genomsnitt 254 mm nederbörd, och den torraste är oktober, med 8 mm nederbörd.